# Lista siturilor arheologice din județul Satu Mare - B
Lista siturilor arheologice din județul Satu Mare - B conține toate siturile arheologice din județul Satu Mare înscrise în Repertoriul Arheologic Național (RAN) și aflate în localități al căror nume începe cu litera B. RAN este administrat de Ministerul Culturii și Patrimoniului Național și cuprinde date științifice, cartografice, topografice, imagini și planuri, precum și orice alte informații privitoare la zonele cu potențial arheologic, studiate sau nu, încă existente sau dispărute.
Puteți căuta un sit din localitățile care încep cu litera B folosind formularul de mai jos sau puteți naviga prin toate siturile din județ la Lista siturilor arheologice din județul Satu Mare.
| Cod RAN                                   | Denumire | Localitate                          | Adresă                                    | Datare                      | Descoperit                                  | Coordonate                                    | Imagine           | Erori            |
| ----------------------------------------- | --- | ----------------------------------- | ----------------------------------------- | --------------------------- | ------------------------------------------- | --------------------------------------------- | ----------------- | ---------------- |
| 138681.01.01 (Cod LMI: SM-I-s-B-05164)    | Situl arheologic de la Berea- Sănislău / ansamblu anonim (Categorie: locuire civilă) (Tip: Așezare)                        | sat Berea, comuna Ciumești          | Sănislău                                  |                             |                                             |                                               | Încărcați imagine | Raportați eroare |
| 138681.01.02 (Cod LMI: SM-I-s-B-05164)    | Situl arheologic de la Berea- Sănislău / ansamblu anonim (Categorie: locuire civilă) (Tip: Așezare)                        | sat Berea, comuna Ciumești          | Sănislău                                  |                             |                                             |                                               | Încărcați imagine | Raportați eroare |
| 138681.01.03 (Cod LMI: SM-I-s-B-05164)    | Situl arheologic de la Berea- Sănislău / ansamblu anonim (Categorie: locuire civilă) (Tip: Așezare)                        | sat Berea, comuna Ciumești          | Sănislău                                  |                             |                                             |                                               | Încărcați imagine | Raportați eroare |
| 137078.01.01 (Cod LMI: SM-I-s-B-05166)    | Așezarea neolitică de la Bixad - "Cetățele" / ansamblu anonim (Categorie: locuire civilă) (Tip: Așezare)                   | sat Bixad, comuna Bixad             | Cetățele                                  |                             |                                             |                                               | Încărcați imagine | Raportați eroare |
| 136660.01.01 (Cod LMI: SM-I-s-B-05169)    | Așezarea neolitică de la Blaja - "Zolta" / ansamblu anonim (Categorie: locuire civilă) (Tip: Așezare)                      | sat Blaja, oraș Tășnad              | Zolta                                     | Pișcolt                     |                                             |                                               | Încărcați imagine | Raportați eroare |
| 137149.01.01 (Cod LMI: SM-I-s-B-05170)    | Cetatea medievală de la Bogdand - "Culmea Pietroasa" / ansamblu Cetate medievală (Categorie: locuire civilă) (Tip: Cetate) | sat Bogdand, comuna Bogdand         | Culmea Pietroasa                          |                             |                                             |                                               | Încărcați imagine | Raportați eroare |
| 137041.02.01                              | Situl arheologic de la Berveni - "Holmoș" / ansamblu anonim (Categorie: locuire civilă) (Tip: Așezare)                     | sat Berveni, comuna Berveni         | Holmoș                                    | Przeworsk sec.II-IV p.Chr.  | 2001                                        | 47°48′11″N 22°27′56″E / 47.80305°N 22.46556°E | Încărcați imagine | Raportați eroare |
| 137041.02.02                              | Situl arheologic de la Berveni - "Holmoș" / ansamblu anonim (Categorie: locuire civilă) (Tip: Așezare)                     | sat Berveni, comuna Berveni         | Holmoș                                    | Otomani                     | 2001                                        | 47°48′11″N 22°27′56″E / 47.80305°N 22.46556°E | Încărcați imagine | Raportați eroare |
| 137041.02.03                              | Situl arheologic de la Berveni - "Holmoș" / ansamblu anonim (Categorie: locuire civilă) (Tip: Așezare)                     | sat Berveni, comuna Berveni         | Holmoș                                    | Gáva                        | 2001                                        | 47°48′11″N 22°27′56″E / 47.80305°N 22.46556°E | Încărcați imagine | Raportați eroare |
| 137041.03.01                              | Situl arheologic de la Berveni - "Erdioseg" / ansamblu anonim (Categorie: locuire civilă) (Tip: Așezare)                   | sat Berveni, comuna Berveni         | Erdioseg                                  | Hajdubagos                  |                                             | 47°46′55″N 22°29′35″E / 47.78194°N 22.49306°E | Încărcați imagine | Raportați eroare |
| 137041.03.02                              | Situl arheologic de la Berveni - "Erdioseg" / ansamblu anonim (Categorie: locuire civilă) (Tip: Așezare)                   | sat Berveni, comuna Berveni         | Erdioseg                                  | dacilor liberi              |                                             | 47°46′55″N 22°29′35″E / 47.78194°N 22.49306°E | Încărcați imagine | Raportați eroare |
| 137041.03.03                              | Situl arheologic de la Berveni - "Erdioseg" / ansamblu anonim (Categorie: locuire civilă) (Tip: Așezare)                   | sat Berveni, comuna Berveni         | Erdioseg                                  | Przeworsk                   |                                             | 47°46′55″N 22°29′35″E / 47.78194°N 22.49306°E | Încărcați imagine | Raportați eroare |
| 137041.04.01                              | Așezarea medievală de la Berveni IX / ansamblu anonim (Categorie: locuire civilă) (Tip: Așezare)                           | sat Berveni, comuna Berveni         | Berveni IX                                | sec.XI-XIII                 |                                             | 47°48′51″N 22°28′38″E / 47.81417°N 22.47722°E | Încărcați imagine | Raportați eroare |
| 137041.05.01                              | Sitl arheologic de la Berveni V / ansamblu anonim (Categorie: locuire civilă) (Tip: Așezare)                               | sat Berveni, comuna Berveni         | Berveni V                                 | Przeworsk sec. II-IV        |                                             | 47°45′54″N 22°29′44″E / 47.765°N 22.49556°E   | Încărcați imagine | Raportați eroare |
| 137041.05.02                              | Sitl arheologic de la Berveni V / ansamblu anonim (Categorie: locuire civilă) (Tip: Așezare)                               | sat Berveni, comuna Berveni         | Berveni V                                 | sec. XI-XIII                |                                             | 47°45′54″N 22°29′44″E / 47.765°N 22.49556°E   | Încărcați imagine | Raportați eroare |
| 137041.06.01                              | Așezarea medievală de la Berveni - "Terkatag" / ansamblu anonim (Categorie: locuire civilă) (Tip: Așezare)                 | sat Berveni, comuna Berveni         | Terkatag                                  | sec. XI-XII                 |                                             | 47°48′15″N 22°28′38″E / 47.80416°N 22.47722°E | Încărcați imagine | Raportați eroare |
| 137041.07.01                              | Situl arheologic de la Berveni - "Cetatea" / ansamblu anonim (Categorie: locuire civilă) (Tip: Așezare)                    | sat Berveni, comuna Berveni         | Cetatea                                   | Herpaly - Csoszahalom       |                                             | 47°45′28″N 22°30′06″E / 47.75778°N 22.50167°E | Încărcați imagine | Raportați eroare |
| 137041.07.02                              | Situl arheologic de la Berveni - "Cetatea" / ansamblu anonim (Categorie: locuire civilă) (Tip: Așezare)                    | sat Berveni, comuna Berveni         | Cetatea                                   | Cernavodă III               |                                             | 47°45′28″N 22°30′06″E / 47.75778°N 22.50167°E | Încărcați imagine | Raportați eroare |
| 137041.07.03                              | Situl arheologic de la Berveni - "Cetatea" / ansamblu anonim (Categorie: locuire civilă) (Tip: Așezare)                    | sat Berveni, comuna Berveni         | Cetatea                                   | Sanislău                    |                                             | 47°45′28″N 22°30′06″E / 47.75778°N 22.50167°E | Încărcați imagine | Raportați eroare |
| 137041.07.04                              | Situl arheologic de la Berveni - "Cetatea" / ansamblu anonim (Categorie: locuire civilă) (Tip: Așezare)                    | sat Berveni, comuna Berveni         | Cetatea                                   | Gáva                        |                                             | 47°45′28″N 22°30′06″E / 47.75778°N 22.50167°E | Încărcați imagine | Raportați eroare |
| 137041.07.05                              | Situl arheologic de la Berveni - "Cetatea" / ansamblu anonim (Categorie: locuire civilă) (Tip: Așezare)                    | sat Berveni, comuna Berveni         | Cetatea                                   | Przeworsk sec. II-IV        |                                             | 47°45′28″N 22°30′06″E / 47.75778°N 22.50167°E | Încărcați imagine | Raportați eroare |
| 137041.08.01 (Cod LMI: SM-I-s-B-05165)    | Situl arheologic de la Berveni - "Râtul Caprei" / ansamblu anonim (Categorie: locuire civilă) (Tip: Așezare)               | sat Berveni, comuna Berveni         | Râtul Caprei                              | Tiszapolgár                 |                                             | 47°45′36″N 22°29′30″E / 47.76°N 22.49167°E    | Încărcați imagine | Raportați eroare |
| 137041.08.02 (Cod LMI: SM-I-m-B-05165.01) | Situl arheologic de la Berveni - "Râtul Caprei" / ansamblu anonim (Categorie: locuire civilă) (Tip: Așezare)               | sat Berveni, comuna Berveni         | Râtul Caprei                              | Gáva                        |                                             | 47°45′36″N 22°29′30″E / 47.76°N 22.49167°E    | Încărcați imagine | Raportați eroare |
| 137041.08.03 (Cod LMI: SM-I-m-B-05165.02) | Situl arheologic de la Berveni - "Râtul Caprei" / ansamblu anonim (Categorie: locuire civilă) (Tip: Așezare)               | sat Berveni, comuna Berveni         | Râtul Caprei                              | Celtică sec.IV-III î.Chr.   |                                             | 47°45′36″N 22°29′30″E / 47.76°N 22.49167°E    | Încărcați imagine | Raportați eroare |
| 137041.09.01                              | Așezarea Przeworsk de la Berveni I / ansamblu anonim (Categorie: locuire civilă) (Tip: Așezare)                            | sat Berveni, comuna Berveni         | Berveni I                                 | Przeworsk sec.II-III        |                                             | 47°45′06″N 22°33′00″E / 47.75167°N 22.55°E    | Încărcați imagine | Raportați eroare |
| 137041.10.01                              | Situl arheologic de la Berveni - "Agerdo" / ansamblu anonim (Categorie: locuire civilă) (Tip: Așezare)                     | sat Berveni, comuna Berveni         | Agerdo                                    | Herpaly - Csoszahalom       |                                             | 47°47′00″N 22°28′00″E / 47.78333°N 22.46667°E | Încărcați imagine | Raportați eroare |
| 137041.10.02                              | Situl arheologic de la Berveni - "Agerdo" / ansamblu anonim (Categorie: locuire civilă) (Tip: Așezare)                     | sat Berveni, comuna Berveni         | Agerdo                                    | Baden                       |                                             | 47°47′00″N 22°28′00″E / 47.78333°N 22.46667°E | Încărcați imagine | Raportați eroare |
| 137041.10.03                              | Situl arheologic de la Berveni - "Agerdo" / ansamblu anonim (Categorie: locuire civilă) (Tip: Așezare)                     | sat Berveni, comuna Berveni         | Agerdo                                    | Sanislău                    |                                             | 47°47′00″N 22°28′00″E / 47.78333°N 22.46667°E | Încărcați imagine | Raportați eroare |
| 137041.10.04                              | Situl arheologic de la Berveni - "Agerdo" / ansamblu anonim (Categorie: locuire civilă) (Tip: Așezare)                     | sat Berveni, comuna Berveni         | Agerdo                                    | Przeworsk sec. II-III       |                                             | 47°47′00″N 22°28′00″E / 47.78333°N 22.46667°E | Încărcați imagine | Raportați eroare |
| 136982.01.01                              | Situl arheologic de la Bolda - "La Spini" / ansamblu anonim (Categorie: locuire civilă) (Tip: Așezare)                     | sat Bolda, comuna Beltiug           | La Spini                                  | Starčevo - Criș             |                                             |                                               | Încărcați imagine | Raportați eroare |
| 136982.01.02                              | Situl arheologic de la Bolda - "La Spini" / ansamblu anonim (Categorie: locuire civilă) (Tip: Așezare)                     | sat Bolda, comuna Beltiug           | La Spini                                  |                             |                                             |                                               | Încărcați imagine | Raportați eroare |
| 136982.01.03                              | Situl arheologic de la Bolda - "La Spini" / ansamblu anonim (Categorie: locuire civilă) (Tip: Așezare)                     | sat Bolda, comuna Beltiug           | La Spini                                  |                             |                                             |                                               | Încărcați imagine | Raportați eroare |
| 137041.01.01                              | Așezarea hallstattiană de la Berveni - "Kecskeret" / ansamblu anonim (Categorie: locuire civilă) (Tip: Așezare)            | sat Berveni, comuna Berveni         | Kecskeret (Râtul Caprei)                  |                             |                                             |                                               | Încărcați imagine | Raportați eroare |
| 137041.11                                 | Așezarea eneolitică de la Berveni - "Lutărie" / ansamblu anonim (Categorie: locuire civilă) (Tip: Așezare)                 | sat Berveni, comuna Berveni         | Lutărie                                   | Tiszapolgár                 |                                             |                                               | Încărcați imagine | Raportați eroare |
| 137041.12                                 | Așezarea eneolitică de la Berveni - "Malul Crasnei" / ansamblu anonim (Categorie: locuire civilă) (Tip: Așezare)           | sat Berveni, comuna Berveni         | Malul crasnei                             | Tiszapolgár                 |                                             |                                               | Încărcați imagine | Raportați eroare |
| 138681.02.01                              | Așezarea de la Berea - "Pășune" / ansamblu anonim (Categorie: locuire civilă) (Tip: Așezare)                               | sat Berea, comuna Ciumești          | Pășune                                    | Starčevo - Criș             |                                             |                                               | Încărcați imagine | Raportați eroare |
| 138681.03.01                              | Așezarea neolitică de la Berea / ansamblu anonim (Categorie: locuire civilă) (Tip: Așezare)                                | sat Berea, comuna Ciumești          | Berea I                                   | Pișcolt                     |                                             |                                               | Încărcați imagine | Raportați eroare |
| 138681.03.02                              | Așezarea neolitică de la Berea / ansamblu anonim (Categorie: locuire civilă) (Tip: Așezare)                                | sat Berea, comuna Ciumești          | Berea I                                   | Starčevo - Criș             |                                             |                                               | Încărcați imagine | Raportați eroare |
| 138681.04.01                              | Așezarea eneolitică de la Berea- Colina cu Măcriș / ansamblu anonim (Categorie: locuire civilă) (Tip: Așezare)             | sat Berea, comuna Ciumești          | Colina cu Măcriș                          | Tiszapolgár                 |                                             |                                               | Încărcați imagine | Raportați eroare |
| 138681.10.01                              | Așezarea eneolitică de la Berea- Popushegy / ansamblu anonim (Categorie: locuire civilă) (Tip: Așezare)                    | sat Berea, comuna Ciumești          | Popushegy                                 | Tiszapolgár                 |                                             |                                               | Încărcați imagine | Raportați eroare |
| 138681.05.01                              | Așezarea eneolitică de la Berea - "Dolăros" / ansamblu anonim (Categorie: locuire civilă) (Tip: Așezare)                   | sat Berea, comuna Ciumești          | Dolăros                                   | Tiszapolgár                 |                                             |                                               | Încărcați imagine | Raportați eroare |
| 138681.06.01                              | Situl arheologic de la Berea - "Râtul Țiganilor" / ansamblu anonim (Categorie: locuire civilă) (Tip: Așezare)              | sat Berea, comuna Ciumești          | Râtul Țiganilor                           | Tiszapolgár                 |                                             |                                               | Încărcați imagine | Raportați eroare |
| 138681.06.02                              | Situl arheologic de la Berea - "Râtul Țiganilor" / ansamblu anonim (Categorie: locuire civilă) (Tip: Așezare)              | sat Berea, comuna Ciumești          | Râtul Țiganilor                           | Bodrogkeresztur             |                                             |                                               | Încărcați imagine | Raportați eroare |
| 138681.07.01                              | Așezarea eneolitică de la Berea - "Tagul lui Sîntgeorge" / ansamblu anonim (Categorie: locuire civilă) (Tip: Așezare)      | sat Berea, comuna Ciumești          | Tagul lui Sîntgeorge                      | Tiszapolgár                 |                                             |                                               | Încărcați imagine | Raportați eroare |
| 138681.08.01                              | Așezarea eneolitică de la Berea- de la Târgul Jidanilor / ansamblu anonim (Categorie: locuire civilă) (Tip: Așezare)       | sat Berea, comuna Ciumești          | Tagul Jidanilor                           | Tiszapolgár                 |                                             |                                               | Încărcați imagine | Raportați eroare |
| 138681.09.01                              | Situl arheologic de la Berea - "Kisrengatyo" / ansamblu anonim (Categorie: locuire civilă) (Tip: Așezare)                  | sat Berea, comuna Ciumești          | Kisrengatyo                               | Tiszapolgár                 |                                             |                                               | Încărcați imagine | Raportați eroare |
| 138681.09.02                              | Situl arheologic de la Berea - "Kisrengatyo" / ansamblu anonim (Categorie: locuire civilă) (Tip: Așezare)                  | sat Berea, comuna Ciumești          | Kisrengatyo                               | Pișcolt                     |                                             |                                               | Încărcați imagine | Raportați eroare |
| 138823.01                                 | Biserica reformată din Becheni / ansamblu anonim (Categorie: structură de cult/religioasă) (Tip: biserică reformată)       | sat Becheni, comuna Săuca           | Becheni, nr. 26, punct Biserica reformată |                             |                                             | 47°27′10″N 22°27′02″E / 47.45278°N 22.45056°E | Încărcați imagine | Raportați eroare |
| 138823.01.02                              | Biserica reformată din Becheni / ansamblu anonim (Categorie: structură de cult/religioasă) (Tip: necropola)                | sat Becheni, comuna Săuca           | Becheni, nr. 26, punct Biserica reformată | sec. XIII -XVIII            |                                             | 47°27′10″N 22°27′02″E / 47.45278°N 22.45056°E | Încărcați imagine | Raportați eroare |
| 136875.01.01                              | Situl arheologic de la Baba Novac- Fântâna Rouchii / ansamblu anonim (Categorie: locuire civilă) (Tip: Așezare)            | sat Baba Novac, oraș Ardud          | Fântâna Rouchii                           | Pișcolt                     |                                             | 47°39′43″N 22°47′29″E / 47.66203°N 22.79129°E | Încărcați imagine | Raportați eroare |
| 138100.01.01                              | Așezarea din epoca modernă de la Băbășești / ansamblu anonim (Categorie: locuire civilă) (Tip: Așezare)                    | sat Băbășești, comuna Medieșu Aurit |                                           | sec. XIX - XX               |                                             | 47°46′05″N 23°06′27″E / 47.76797°N 23.10746°E | Încărcați imagine | Raportați eroare |
| 137087.01.01                              | Situl paleolitic de la Boinești-Coasta Boinești / ansamblu anonim (Categorie: locuire) (Tip: așezare)                      | sat Boinești, comuna Bixad          |                                           | Musterian - Mijlociu; Final | C.S. Nicolaescu-Popșor și Elena Covaci 1957 | 47°53′56″N 23°20′01″E / 47.89889°N 23.33361°E | Încărcați imagine | Raportați eroare |
| 137087.01.02                              | Situl paleolitic de la Boinești-Coasta Boinești / ansamblu anonim (Categorie: locuire) (Tip: așezare)                      | sat Boinești, comuna Bixad          |                                           | aurignacian                 | C.S. Nicolaescu-Popșor și Elena Covaci 1957 | 47°53′56″N 23°20′01″E / 47.89889°N 23.33361°E | Încărcați imagine | Raportați eroare |
| 137087.01.03                              | Situl paleolitic de la Boinești-Coasta Boinești / ansamblu anonim (Categorie: locuire) (Tip: așezare)                      | sat Boinești, comuna Bixad          |                                           | Gravetian                   | C.S. Nicolaescu-Popșor și Elena Covaci 1957 | 47°53′56″N 23°20′01″E / 47.89889°N 23.33361°E | Încărcați imagine | Raportați eroare |